# DDR-Oberliga 1960
L'edizione 1960 della DDR-Oberliga è stata il quattordicesimo campionato di calcio di massimo livello in Germania Est.

## Avvenimenti
La data di avvio del campionato fu fissata per il 20 marzo 1960: vincendo le prime sei partite il Vorwärts Berlino assunse il comando della classifica. Ad ostacolare il club della capitale fu il Motor Zwickau, che effettuò l'aggancio dopo aver vinto lo scontro diretto, per poi concludere il girone di andata con un punto di vantaggio sui rivali.
Riagganciata la capolista alla prima di ritorno, il Vorwärts Berlino riprese alla sedicesima giornata il comando definitivo della classifica: di lì in poi la squadra assunse progressivamente un vantaggio sempre più netto nei confronti delle inseguitrici anche grazie ai risultati favorevoli negli scontri diretti. Il verdetto finale arrivò con due giornate di anticipo, grazie ad un vantaggio di cinque punti del Vorwärts Berlino sulla prima classificata.
Al Chemie Zeitz non furono sufficienti i 25 gol del capocannoniere Bernd Bauchspieß per salvarsi dalla retrocessione, materializzatasi assieme all'ultima giornata. Cadde inoltre in DDR-Liga un Fortschritt Weißenfels che concluse il campionato senza vincere nessuna partita e pareggiandone solo otto (di cui tre nel girone di ritorno).

## Classifica finale
|  |     | DDR-Oberliga 1960            | Pt | G  | V  | N | P  | GF | GS | DR  |
|  | --- | ---------------------------- | -- | -- | -- | - | -- | -- | -- | --- |
|  | 1.  | Vorwärts Berlino             | 41 | 26 | 19 | 3 | 4  | 73 | 28 | +45 |
|  | 2.  | BFC Dynamo                   | 32 | 26 | 12 | 8 | 6  | 44 | 27 | +17 |
|  | 3.  | SC Lokomotive Lipsia         | 32 | 26 | 12 | 8 | 6  | 37 | 31 | +6  |
|  | 4.  | Motor Zwickau                | 31 | 26 | 13 | 5 | 8  | 37 | 33 | +4  |
|  | 5.  | Wismut Karl-Marx-Stadt       | 30 | 26 | 14 | 2 | 10 | 40 | 32 | +8  |
|  | 6.  | Empor Rostock                | 29 | 26 | 11 | 7 | 8  | 46 | 36 | +10 |
|  | 7.  | Aufbau Magdeburgo            | 27 | 26 | 12 | 3 | 11 | 47 | 59 | -12 |
|  | 8.  | Motor Jena                   | 24 | 26 | 9  | 6 | 11 | 55 | 43 | +9  |
|  | 9.  | Aktivist Brieske-Senftenberg | 24 | 26 | 8  | 8 | 10 | 35 | 39 | -4  |
|  | 10. | SC Rotation Lipsia           | 23 | 26 | 9  | 5 | 12 | 39 | 39 | 0   |
|  | 11. | Chemie Halle                 | 22 | 26 | 8  | 6 | 12 | 37 | 42 | -5  |
|  | 12. | Einheit Dresda               | 21 | 26 | 7  | 7 | 12 | 30 | 51 | -21 |
|  | 13. | Chemie Zeitz                 | 20 | 26 | 7  | 6 | 13 | 43 | 61 | -18 |
|  | 14. | Fortschritt Weißenfels       | 8  | 26 | 0  | 8 | 18 | 27 | 69 | -42 |

### Verdetti
- Vorwärts Berlino campione della Germania Est 1960. Qualificato in Coppa dei Campioni 1961-62.
- Motor Jena qualificato in Coppa delle Coppe 1961-62
- Chemie Zeitz e Fortschritt Weißenfels retrocesse in DDR-Liga.

### Squadra campione
- Gerhard Reichelt (26)
- Dieter Krampe (25)
- Lothar Meyer (24)
- Karl-Heinz Spickenagel (24)
- Peter Kalinge (22)
- Jürgen Nölder (22)
- Günther Riese (22)
- Werner Unger (20)
- Hans-Georg Kiupel (19)
- Rainer Nachtigall (19)

- Günther Wirth (19)
- Horst Kohle (16)
- Gerhard Vogt (15)
- Heinz Kaulmann (8)
- Norbert Hermann (6)
- Günter Hoge (6)
- Horst Jaschke (4)
- Gerhard Marotzke (4)
- Werner Röhl (2)

## Record

### Capoliste solitarie
- 3ª-7ª giornata:  Vorwärts Berlino
- 10ª-12ª giornata:  Vorwärts Berlino
- 13ª giornata:  Motor Zwickau
- 16ª-26ª giornata:  Vorwärts Berlino

### Club
- Maggior numero di vittorie:  Vorwärts Berlino (19)
- Minor numero di sconfitte:   Vorwärts Berlino (4)
- Migliore attacco:  Vorwärts Berlino (73 reti fatte)
- Miglior difesa:  BFC Dynamo (27 reti subite)
- Miglior differenza reti:  Vorwärts Berlino (+45)
- Maggior numero di pareggi:  BFC Dynamo,  SC Lokomotive Lipsia,  Aktivist Brieske-Senftenberg e  Fortschritt Weißenfels (8)
- Minor numero di pareggi:  Wismut Karl-Marx-Stadt (2)
- Maggior numero di sconfitte:  Fortschritt Weißenfels (18)
- Minor numero di vittorie:  Fortschritt Weißenfels (8)
- Peggior attacco:  Fortschritt Weißenfels (27 reti fatte)
- Peggior difesa:  Fortschritt Weißenfels (69 reti subite)
- Peggior differenza reti:  Fortschritt Weißenfels (-42)

### Classifica cannonieri
|  | Gol | Marcatore        | Squadra          |
|  | --- | ---------------- | ---------------- |
|  | 25  | Bernd Bauchspieß | Chemie Zeitz     |
|  | 22  | Arthur Bialas    | Empor Rostock    |
|  | 18  | Jürgen Nölder    | Vorwärts Berlino |
|  | 15  | Peter Ducke      | Motor Jena       |
|  | 14  | Emil Poklitar    | BFC Dynamo       |
|  |     |                  |                  |